# Aemilius Probus
Aemilius Probus est un grammairien latin qu’on croit être du IVe siècle.
Il passe pour le véritable auteur des Vies attribuées à Cornélius Nepos. 
On a de lui des Commentaires sur les Bucoliques et les Géorgiques de Virgile et des Institutiones grammaticæ, publiées par Keil, Leips., 1848.

## Source
Cet article comprend des extraits du Dictionnaire Bouillet. Il est possible de supprimer cette indication, si le texte reflète le savoir actuel sur ce thème, si les sources sont citées, s'il satisfait aux exigences linguistiques actuelles et s'il ne contient pas de propos qui vont à l'encontre des règles de neutralité de Wikipédia.